# Stěhovka

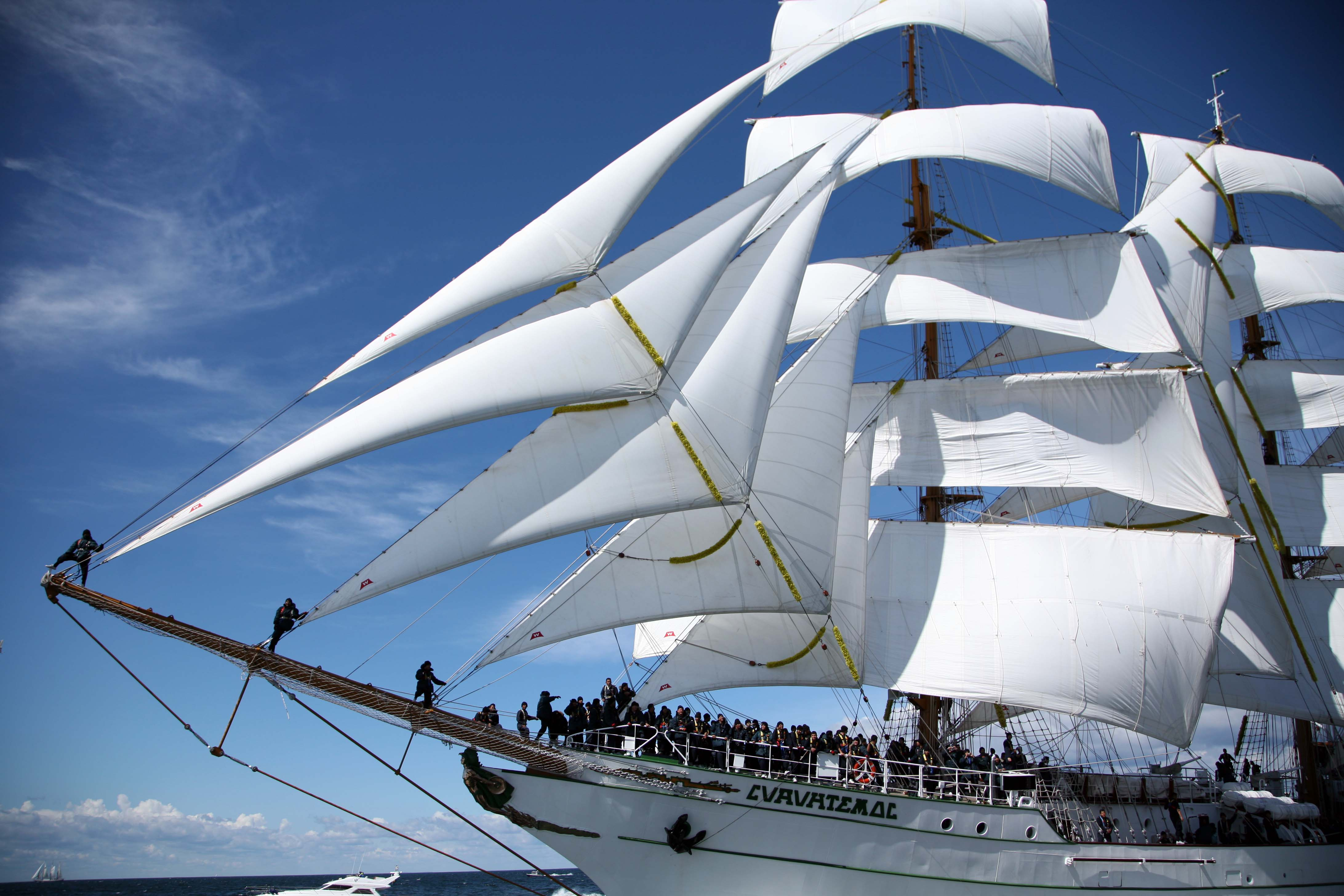
Čelenové stěhovky

Stěhovka je předozadní plachta, jejíž přední lík může být připevněn ke stěhu, jdoucímu od stěžně směrem vpřed (a většinou, ale ne vždy, směrem dolů) k palubě, čelenu, nebo jinému stěžni.
Většina stěhovek je trojúhelníkového tvaru, některé jsou však čtyřúhelníkové.
Trojúhelníkové stěhovky před nejpřednějším stěžněm jsou nazývány kosatky. Nejvnitřnější taková plachta na kutru či škuneru a mnoha dalších typech oplachtění je nazývána prostě jako stěhovka, zatímco ostatní jako kosatky, létavky atd.
Na větších lodích jsou stěhovky mezi stěžni pojmenovány podle stěžně a části stěžně, ke které jsou vytahovány. Tedy stěhovka vytahovaná po stěhu, který jde směrem vpřed a dolů od vrcholu zadní brámové čnělky, se nazývá zadní brámovou stěhovkou.

## Použití
Na lodích s ráhnovým oplachtěním mohou pomoci při obratech proti větru (tacking).